# Stella IF
Stella IF var en fotbollsförening från Malmö. Föreningen bildades 1962. Föreningen slogs ihop med Rosengårdsstadens BoiF  och bildade 1978 BK Rosengård/Stella . 